# سيدة البحيرة (شخصية أسطورية)
سيدة البحيرة (بالإسبانية: Dama del Lago)‏ هو الاسم الذي تعرف به شخصيات عديدة في أسطورة الملك آرثر والمتداخلة فيها بينها ومن المحتمل أن يكون أصلهم متشابه ووثني وخاصة لأن في الأساطير الكلتية لا يوجد تدوين تاريخي عن الشخصيات المتشابهة.
أصبحت سيدة البحيرة في العصور الوسطى ذات مكانة بارزة في الروايات الأرثورية ساعد على انتشارها في الثقافة الغربية وظهرت في أعمال كثيرة عن الملك آرثر وأصبحت شخصية بارزة ذات صدى في الأساطير الأرثورية لعلاقاتها الوثيقة بالساحر مرلين والسيف الأسطوري.
وفقاً للطبعات المختلفة لحكايات فإن الاسم الحقيقي لسيدة البحيرة هو من الممكن أن يكون نينيانا، فيفيانا، نى مويه، نينيه فيفيان أو اشتقاقات من هذه الأسماء. وأيضاً توجد تنوعات في الحكايات المحتلفة بالنسبة للشخصية الساحرة أو الجنية سيدة البحيرة. فبينما تظهر في بعض الأعمال كمخلوق ميت يتعلم أسرار فن السحر بفضل ميرلين، أحياناً أخرى تبدو شخصية (ملازمة للسحر). على الرغم أن الأسطورة الأرثورية كمثل بصفة عامة سيدة البحيرة كشخصية طيبة، إلا أنه أحياناً تظهر كمساعدة للشر أو كإنسان بفضائل ورذائل مشتركة مثل الصبر والحق.

## الأسماء
الاختلافات العديدة للأسماء التي تنسب إلى «سيدة البحيرة» يمكن تقسيمها إلى مجموعتين: تلك الكلمات التي لها علاقة بالشكل «نينيانا أو نيمو» وأخرى مشتقة أو شبيهة بفيفيان. لقد توقف الأدباء لسنوات حول أصل الأسماء المذكورة في كل عمل ونتجت دراسات تفصيلية حول كل نظرية.

### نيمو وأسماء متشابهة

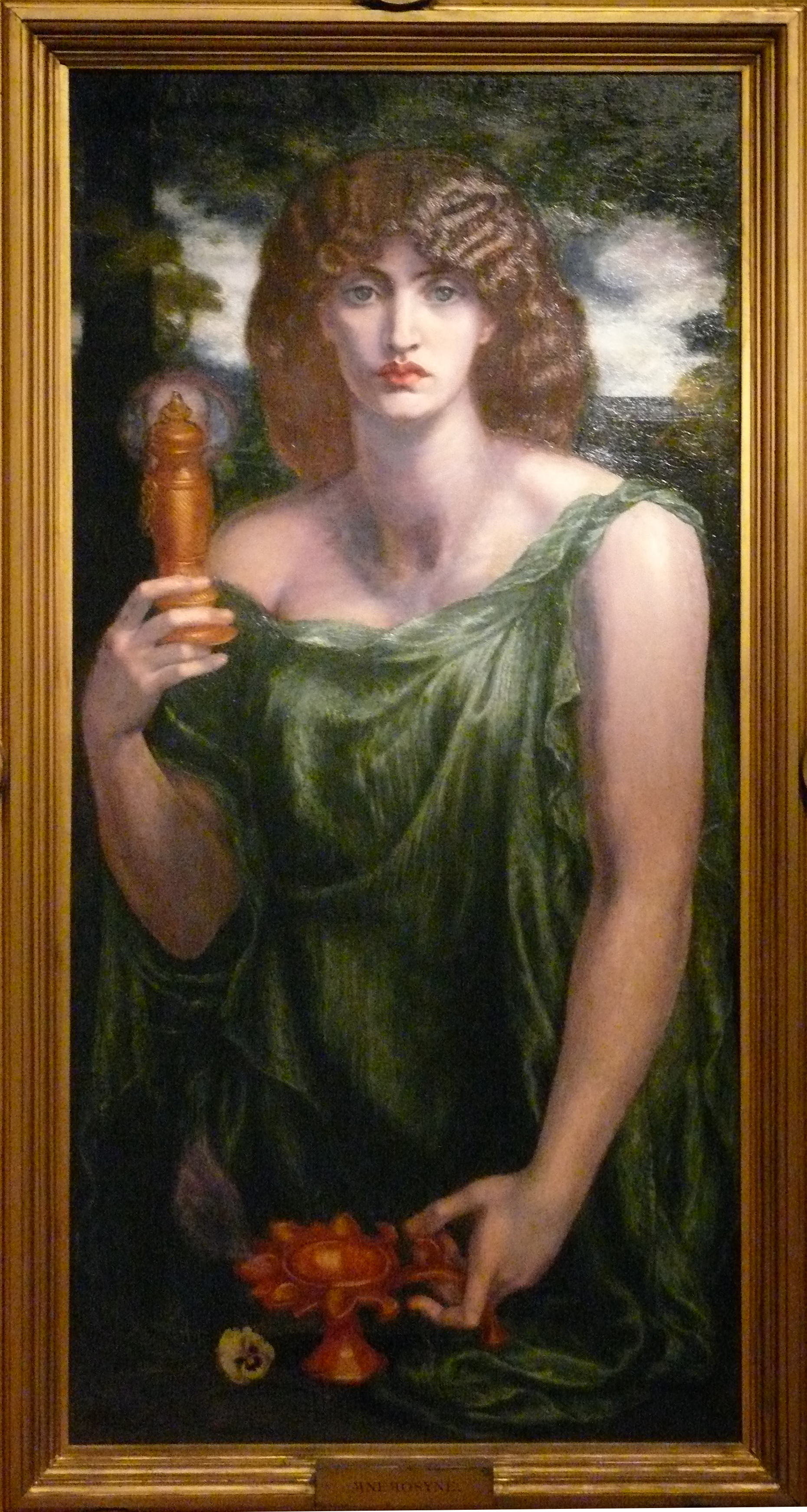
منيموسين

يعتقد أن أسم نيمو له علاقة بمنيم أو منيموسين إلهات الإلهام في الأساطير اليونانية والميثولوجيا الرومانية. أصل آخر محتمل وهو الاسم الكلتي نيام. أحياناً يتم ارجاع الشخصية إلى أسطورة ريانون الويلزية. تم تدعيم هذه النظرية في الأصل المعروض في لا بريطانيا القارية.

### فيفيان وأسماء شبيهة
الذين اعطوا أولوية لكلمة فيفيان، يؤكدون أن هذا الاسم احتمال أن يكون مشتق من فيفيان وبدوره مشتق من كوفيان مشتق من كوفينتينا، ألهة الماء عند الكلتين، احتمال أن يصف هذا الاسم بدوره جويندلوينا، رفيقة مرلين، حيث ينطق باللغة اللاتينية بطريقة شبيهة بكوفينتيناز وأيضا تم مناقشة أن فيفيان من الممكن أن تكون شكلا مشتقا من دياناز أحيانا راوا في هذه الكلمة اقتباسا فرنسيا للبطلة الاسطورية الأيرلندية بيفين أو بي بن الذي يعنى «امراة بيضاء». واللون الأبيض يصاحب دائما صديقات مرلين.

## الأسطورة
في الأساطير الكلتية كانت تحظى آلهة المياه بالشعبية والتوقير لأن العنصر الذي تتحكم فيه يمثل جوهر الحياة. إرادة هذه الألهة في هذه الأسطورة كانت تظهر في الحركة التلقائية وأحياناً التي لا يمكن التكهن بها لعيون المياه والأنهار والبحيرات. كان من الشائع أن هذه الآلهة تتلقى قرابين، بصفة عامة أسلحة أو أشياء ذات قيمة.
إلهة الماء كوفنتينا والتي تشبهها كثيراً سيدة البحيرة كانت منتشرة في أرجاء الإمبراطورية الرومانية بريطانيا وبلاد الغال في فرنسا وشمال غرب شبه الجزيرة الأيبرية. كان لها معبد في كاراوبرج بالقرب من سور هادريان وهو عبارة عن معبد مربع الشكل يحتوى على حمام سباحة في منتصفه. وتم العثور على آثار قديمة مثل العملات والجواهر وتماثيل صغيرة من البرونز.

## ظهورها في الأدب
المرة الأولى التي ظهرت في عمل أدبى كان في نهاية القرن الثانى عشر في كتاب لانسلوت، فارس كاريتا لـكريتيان دي تروا.
على الرغم من عدم ظهورها باسمها حتى الآن إلا أن الشخصية معروفة لذا تظهر وهي تؤدى دورها كأم أو أم بالتبنى «لفارس المنضدة المستديرة» السيد لانسلوت.

### مادة من بريطانيا

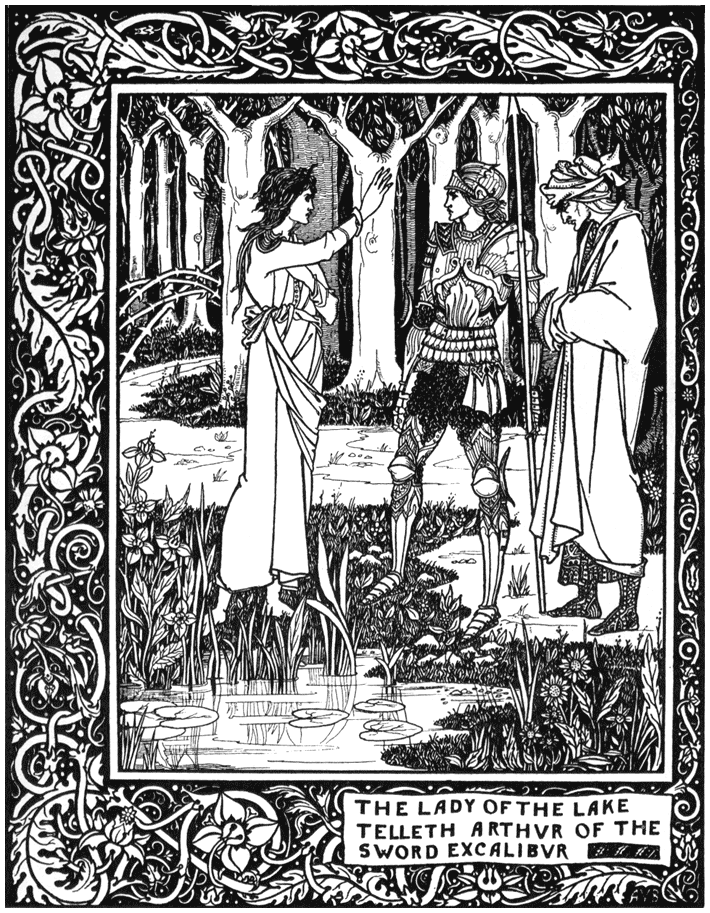
موت آرثر

تحكى الطبعات المختلفة لحكاية أرثر تفاصيل عديدة حول الشخصية أحياناً غير كاملة وأخرى متناقضة.
بصفة عامة يمكن تلخيص قصة سيدة البحيرة كما يلى: كانت حفيدة ديانا الصيادة بنت ملك نورثمبرلاند ديوناس. وفقاً لما ترويه لابولجاتا تعلمت فن السحر من الساحر مرلين الذي كان ولهاناً بجمالها. بعد موت بان بين ويك على يد الملك كلاودس خطفت سيدة البحيرة الأمير لانسلوت وأخذته لقصرها تحت الماء كي يعيش معها وهناك وجد الأطفال بور وليونيل أولاد عم لانسلوت. قامت سيدة البحيرة بتربية الأطفال الثلاثة كما كانوا أبنائها. وكبر لانسلوت دون أن يعرف حقيقة هويته التي كشفتها أمه عندما بلغ الثامنة عشرة من عمره.
في هذه اللحظة حملت سيدة البحيرة لانسلوت إلى كاملوت كى يصبح فارساً مغواراً وهي من قامت بتدريبه وخالفت بذالك التقاليد في مواجهة الملك آرثر. وأتبعت المغامرات التي بدأها لانسلوت وساهمت بسحرها في نجاح العديد من المغامرات. في عمل ترويس منحت سيدة البحيرة خاتم سحرياً إلى لانسلوت الذي حماه من أي سحر. هذه الإشارة إلى الطابع السحرى للشخصية أتضحت عندما ذكرت بوضوح في دائرة لانسلوت جريال كجنية. وذكر في هذا العمل لأول مرة قصة الحب بينها وبين الساحر مرلين وسمى الشخصية بإسمها لأول مرة أيضاً.

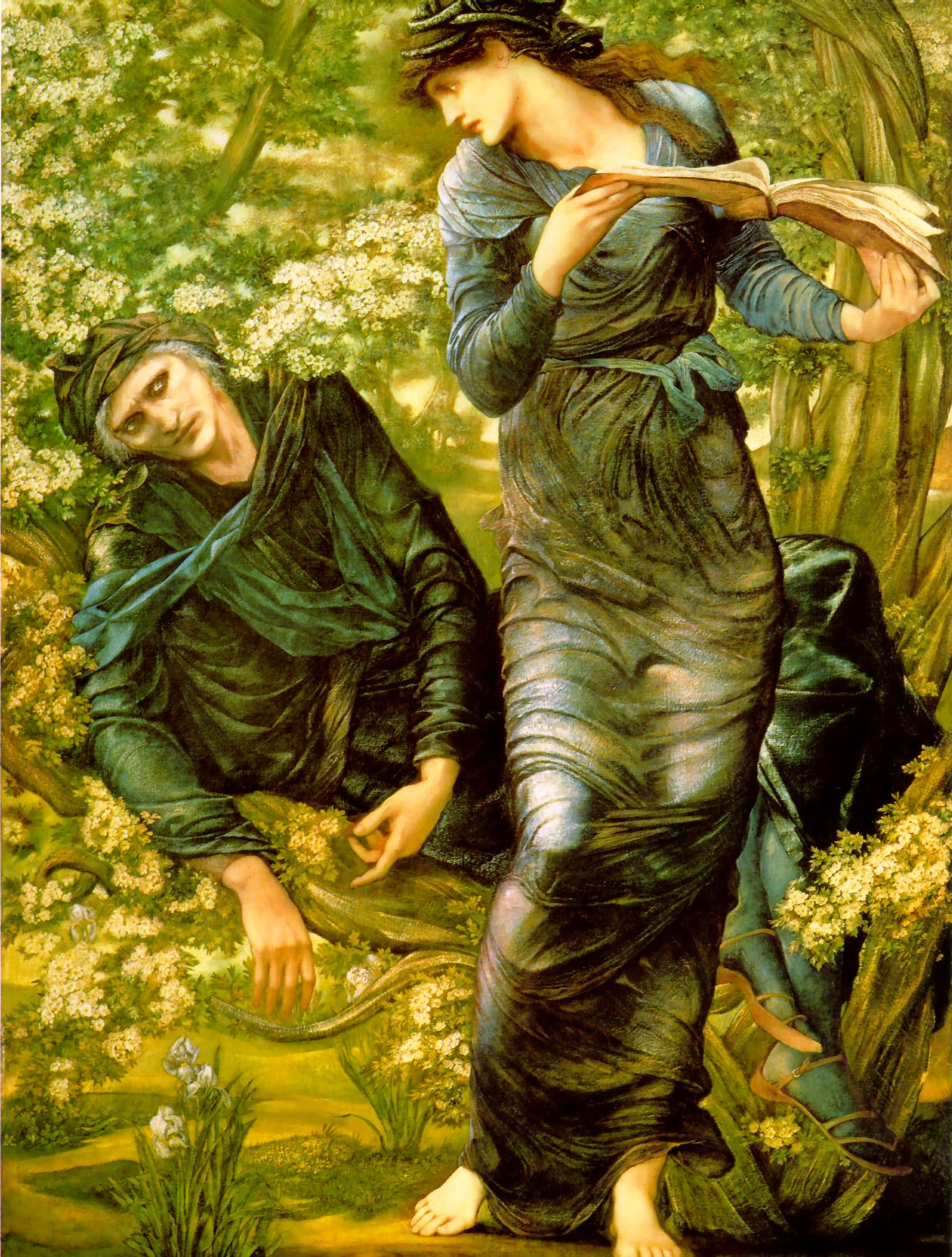
إغواء مرلين

إن سيدة البحيرة هي المسئولة عن اختفاء مرلين لحبسه للأبد في كهف مستغلة تأثيرها على الساحر العاشق وفقاً لمقولة لانسلوت النثرية نقل مرلين أسراره في السحر إلى نينيانى على وعد بأن تمنحه حبها مقابل ذلك ومع ذلك أستغلت معرفته هذه الأسرار في حبس مرلين. لقد رأى الساحر مصيره بالفعل لكن لم يستطع تجنبه. وهو ما يفترض أن نينيانى كانت تمتلك سلطة قوية وخارقة للتلاعب والسحر كساحر عظيم.
منحت سيدة البحيرة لآرثر السيف الأسطورى إكسكاليبور في «موت آرثر» للسيد توماس مالوري. في هذا العمل وصلت سيدة البحيرة إلى البلاط الملكى لآرثر لتقديم السيف مهدية وفي نفس الوقت طلب رأس السيد بالين، صديق قديم للعائلة الذي ادراك هوية السيدة وقطع رأسها في الحال، مما أدى إلى انتهاك كرامة البلاط الملكى لآرثر. وانتهى نفس العمل بفارس المنضدة المستديرة السيد بيدبير وألقى سيف أكسكاليبور في الماء وبرزت يد من سطح الماء وتلقت السيف. هذه اليد تنسب ربما إلى سيدة البحيرة مما يفترض أن هذه الشخصية مختلفة عن تلك التي قطع عنقها السيد بلين.
في بعض الطبعات أعطت السيدة أرتورو الاختياريين كأس، رمح، طبق، سيف كرمز لارتباط كاميلوت بأفالون وبعد اختياره لأكسكاليبور صنع غداً حيث يحتفظ بالسيف الذي لديه قدرة على ألا يترك نقطة دم تسيل لحامل السيف.

### القرن التاسع عشر وما بعد
في «رعويات الملك» ألفريد تنيسون تم التأكيد على روحانية الشخصية: محبوبة كأخت ولطيفة كالجنية الأم لكن بقوة خارقة. جردها تينيسون تلقائياً من صفاتها الدنيوية وربط بين سيدة البحيرة والأساطير المسيحية في قصيدة «الوقت والساحرة فيفيان» سرد الشاعر الإنجليزي ويليام بتلر ييتس موت سيدة البحيرة بعد أن خسرت في لعبة لالشطرنج من الأب الزمن.
حكايات أخرى تقص لنا أن سيدة البحيرة كانت أكبر قديسة لأفالون وتدعى أيضاً فيفيان، أخت إيجرين (أم آرثر) وأخت نينى عشيقة مرلين.
كانت هذه العناصر ذات حيث في القرن العشرين من قبل ماريون زيم برادلى معارضا لجيفري مونماوث، الذي أكد أن قائدة سيدات أفالون هي مورجانة.

## ظهورها خارج العالم الأرثوري
لقد ألهم اسم سيدة البحيرة شخصيات عديدة في أعمال لا تتناول بالضرورة الشخصية آرثر سواء في الأدب أو السينما أو التليفزيون ومثال واضح على ذلك هو قصيدة 1810 سيدة البحيرة للسيد والتر سكوت والتي تتناول المنافسة بين ملك اسكتلندا وقبيلة دوجلاس. وبعض هذه الأعمال تستغل مصاحبة الغموض والمعجزات للاسم مثل الفيلم الإيطالي سيدة البحيرة عام 1965 أو الفيلم الأمريكي سيدة الماء عام 2006 من تأليف إم. نايت شيامالان. وظهر أيضاً في جزء ماذا حدث لفريدريك؟ من المسلسل التلفزيونى الأمريكى ذات مرة عام 2011 : حيث أنه في هذه الحالة يتم تقديمها كشخصية ملعونة ذات جمال فائق لكونها حورية تغرى الرجال لسحبهم لأعماق البحيرة وخنقهم.